# Ruslan Pidgornyy
Ruslan Pidgornyy (Руслан Підгорний), né le 25 juillet 1977 à Vinnytsia, est un coureur cycliste ukrainien, devenu ensuite directeur sportif.

## Biographie
Ruslan Pidgornyy, ainsi que son coéquipier Yuriy Ivanov furent licenciés de l'équipe LPR en mai 2004 pour avoir agressé et volé une prostituée quatre mois auparavant. Il acheva la saison avec l'équipe amateure Aplast-Centro Conv Esse.

## Palmarès et résultats

### Palmarès sur route
- 1997
  - 2e du championnat d'Ukraine du contre-la-montre
- 1999
  - 3e du championnat d'Ukraine sur route
  - 6e du championnat d'Europe sur route espoirs
  - 8e du championnat d'Europe du contre-la-montre espoirs
- 2000
  - Florence-Modène
  - 4e étape du Tour de la Vallée d'Aoste
  - 3e du Tour de Toscane espoirs
- 2001
  - Classement général du Tour du Frioul-Vénétie julienne
  - La Popolarissima
- 2002
  - 2e du championnat d'Ukraine sur route
- 2003
  - Tour du Frioul-Vénétie julienne :
    - Classement général
    - 1re étape

  - Tour de Vénétie et des Dolomites
  - 2e de la Coppa Colli Briantei Internazionale
  - 3e du Circuito del Porto-Trofeo Arvedi
  - 3e du Gran Premio Inda
- 2004
  - Giro del Medio Brenta
  - Giro del Casentino
  - Gran Premio Industria del Cuoio e delle Pelli
  - 2e de la Freccia dei Vini
  - 2e du Trophée international Bastianelli
  - 2e du Gara Ciclistica Montappone
  - 3e de la Cronoscalata Gardone Val Trompia-Prati di Caregno
- 2005
  - 2e du Grand Prix Nobili Rubinetterie - Borgomanero
- 2006
  - Trophée Matteotti
  - 2e du Tour d'Autriche
  - 2e du Grand Prix de la ville de Camaiore
  - 3e du Memorial Marco Pantani
  - 3e du Brixia Tour
  - 3e du Grand Prix Nobili Rubinetterie - Borgomanero
- 2007
  - 3e étape du Brixia Tour
  - 2e du championnat d'Ukraine sur route
  - 3e du Tour des Apennins
- 2008
  -  Champion d'Ukraine sur route
  - 3e étape du Tour d'Autriche
  - 2e du Tour de Ribas
  - 3e du Mémorial Marco Pantani
  - 3e du Tour d'Autriche
- 2009
  - 2e du Tour d'Autriche
  - 3e du championnat d'Ukraine sur route
- 2010
  - 1re étape du Brixia Tour (contre-la-montre par équipes)
  - 2e du championnat d'Ukraine sur route

### Résultats sur les grands tours

#### Tour d'Espagne
1 participation 
- 2011 : 101e

### Classements mondiaux
| Année           | 2005 | 2006 | 2007 | 2008 | 2009 | 2010 | 2011 |
| --------------- | ---- | ---- | ---- | ---- | ---- | ---- | ---- |
| UCI World Tour  |      |      |      |      |      |      | 199e |
| UCI Asia Tour   |      |      |      |      |      | 225e |      |
| UCI Europe Tour | 150e | 10e  | 37e  | 59e  | 84e  | 435e |      |

## Palmarès sur piste

### Championnats du monde
- Bordeaux 1998
  -  Champion du monde de la poursuite par équipes (avec Alexander Simonenko, Sergiy Matveyev et Alexander Fedenko)

### Coupe du monde
- 1998
  - 2e de la poursuite par équipes à Hyères
- 1999
  - 2e de la poursuite par équipes à Valence

### Championnats d'Europe
- 1999
  -  Champion d'Europe de poursuite espoirs